# Горобец, Андрей Фёдорович
Андрей Фёдорович Горобец (род. 22 ноября 1986) — российский самбист и дзюдоист, бронзовый призёр чемпионатов России по самбо 2010 и 2011 годов, мастер спорта России международного класса по самбо (2006), мастер спорта России по дзюдо (2005).

## Биография
В 1991 году начал заниматься спортивной гимнастикой и шахматами. В 1995 году переключился на самбо. Его первым наставником был Заслуженный тренер России Владимир Бородин. Несколько раз становился чемпионом города по самбо и дзюдо. В 2007 году окончил факультет математики и информатики Армавирского государственного педагогического университета. Свой университет Горобец представлял в эстафетах, беговых дисциплинах, плавании, но не в единоборствах.
В 2006 году был признан лучшим спортсменом Кубани. Работает тренером детско-юношеской спортивной школы.

## Спортивные результаты
- Чемпионат России по самбо 2010 года — ;
- Чемпионат России по самбо 2011 года — .